# Gunārs Piesis
Gunārs Piesis, né le 19 juillet 1931 à Riga et mort le 9 février 1996 également à Riga en Lettonie, est un réalisateur et scénariste letton. 
Piesis fait ses études à l’Institut national de la cinématographie à Moscou dont il sort diplômé en 1962. De retour dans son pays, il travaille à Riga Film Studio. Son premier film Kārkli pelēkie zied (1961) est sujet aux féroces critiques, après quoi le cinéaste préfère se tourner vers le genre documentaire. L'une des œuvres notables de cette période est la biographie de Sviatoslav Richter (1966). Il a également tourné les épisodes de la série de communication télévisuelle Māksla. 
Piesis s'essaie de nouveau à la fiction seulement en 1971, avec À l'ombre de la mort  (en letton : Nāves ēnā), une adaptation de la nouvelle de Rūdolfs Blaumanis qui devient un grand classique du cinéma letton inclus dans le Canon culturel letton. Il enchaîne, en 1973, avec l'adaptation de l’œuvre de Rainis Soufflez, les vents, soufflez ! (Pūt, vējiņi!) dont il a également coécrit le scénario avec le poète Imants Ziedonis. Le tournage a été ponctué de nombreux conflits notamment entre les deux scénaristes à cause de l’interprétation des idées de Rainis. Finalement le film remporte un franc succès et, en 1974, a reçoit le prix du Festival national du cinéma. En 1979, Piesis réitère le succès avec la fiction dramatique Ton fils (Tavs dēls 1979), destiné au jeune public. L'un de ses derniers films particulièrement réussi Sprīdītis (1985), d'après le conte d'Anna Brigadere, sera récompensé au Festival du film pour enfants à Tallinn et au Festival national du cinéma à Tbilissi en 1987, ainsi qu'au Festival de cinéma jeune public à Buenos Aires en 1988.
Mort le 9 février 1996, Gunārs Piesis est inhumé au cimetière Rainis à Riga.

## Filmographie
| Année | Titre                                | Genre                       | contribution            |
| ----- | ------------------------------------ | --------------------------- | ----------------------- |
| 1961  | Kārkli pelēkie zied                  | fiction                     | réalisateur             |
| 1963  | Nekur vairs nav jāiet                | film musical, court métrage | réalisateur             |
| 1964  | Pakāpeniska meža ciršana             | documentaire                | réalisateur             |
| 1965  | Zemes atmiņa                         | documentaire                | scénariste, réalisateur |
| 1966  | Svjatoslavs Rihters                  | documentaire                | scénariste, réalisateur |
| 1967  | Jaunatne un mūzika                   | documentaire                | scénariste, réalisateur |
| 1969  | Ceturtie starptautiskie studentu ... | documentaire                | scénariste, réalisateur |
| 1969  | Rīgas parki                          | documentaire                | scénariste, réalisateur |
| 1971  | À l'ombre de la mort                 | fiction                     | réalisateur             |
| 1973  | Pūt, vējiņi                          | fiction                     | scénariste, réalisateur |
| 1978  | Tavs dēls                            | fiction                     | réalisateur             |
| 1978  | Vīru spēles brīvā dabā               | fiction                     | coréalisateur           |
| 1981  | Laikmetu griežos                     | fiction                     | scénariste, réalisateur |
| 1981  | Atcerēties vai aizmirst              | fiction                     | réalisateur             |
| 1981  | Spēle                                | fiction                     | coréalisateur           |
| 1985  | Sprīdītis                            | fiction                     | scénariste, réalisateur |
| 1990  | Maija un Paija                       | fiction                     | réalisateur             |
| 1995  | Māksla Nr.1                          | documentaire                | réalisateur             |